# Christian Bassogog
Christian Bassogog, né le 18 octobre 1995 à Douala, est un footballeur international camerounais. Pouvant jouer au poste de milieu offensif ou d'attaquant à Al-Okhdoud Club.

## Biographie
Christian Bassogog est dans né une famille de dix enfants dont il est le sixième. Il grandit dans le quartier de New Bell Ngangue à Douala. Il commence sa carrière dans le centre de formation de Fundesport dont il est l'un des enfants sélectionnés parmi les 400 enfants en formation dans ce centre.

### En club
En avril 2014, il signe au Rainbow FC (en) de Bamenda, commune dans la région du Nord-Ouest du pays. En novembre 2014, il est recruté par le club américain des Hammerheads de Wilmington évoluant en United Soccer League, la troisième division nord-américaine. Il débute dans ce championnat où il participe à quinze rencontres sans inscrire de but. À l'issue de la saison, il décide de tenter l'aventure en Europe. Il est alors transféré vers le Danemark dans le club d'Aalborg avec lequel il signe un contrat professionnel en août 2015. Il joue en tant que avant-centre habituellement utilisé sur le côté droit du terrain mais peine à être titulaire indiscutable. 
Le 19 février 2017, il signe en faveur du Henan Jianye FC pour une indemnité de transfert de six millions d'euros et un salaire de sept millions d'euros annuels. Le 2 avril 2018, il est annoncé que l'attaquant international camerounais a prolongé son contrat.
Le 26 février 2021, en fin de contrat au Henan Jianye, il s'engage au Shanghai Shenhua.

### En équipe nationale

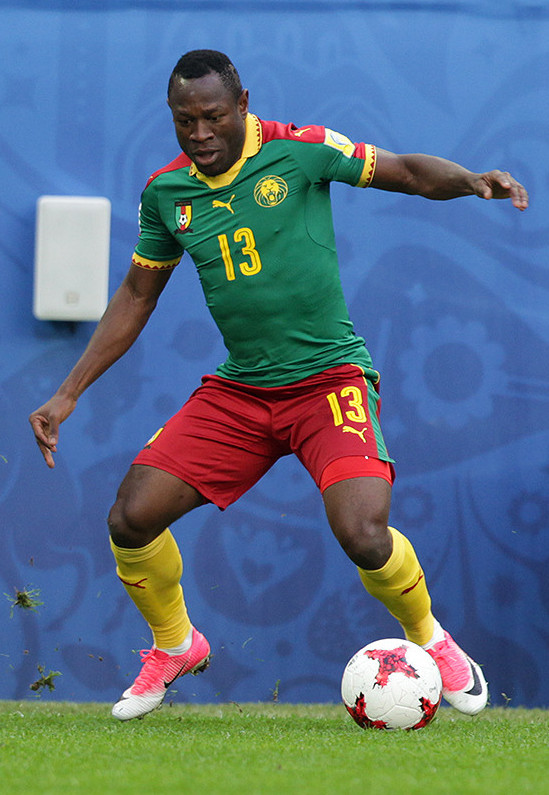
Bassogog avec l'équipe du Cameroun à la Coupe des confédérations 2017

Après son arrivée au Danemark, Bassogog est repéré par un adjoint du sélectionneur du Cameroun. Il est alors rapidement convié à un camp préparatoire fin 2016. C'est le 12 novembre 2016 que Christian Bassogog reçoit sa première sélection en équipe du Cameroun, lors des éliminatoires de la Coupe du monde 2018, en remplaçant Clinton Njie à la 82e minute, lors du match contre la Zambie (1-1).
Il inscrit son premier but en équipe nationale le 5 janvier 2017, lors d'un match amical contre la RD Congo (victoire 2-0).
Il participe avec l'équipe du Cameroun à la Coupe d'Afrique des nations 2017 organisée au Gabon. Lors de cette compétition, il prend part à six matchs, et se trouve être malgré son jeune âge un des cadres de l'équipe. Il fait une passe décisive pour Michael Ngadeu-Ngadjui lors du match contre la Guinée-Bissau (2-1) puis il inscrit un but lors de la demi-finale remportée contre le Ghana (2-0). À l'issue de ces deux rencontres, il est élu homme du match. En finale, son équipe affronte l'Égypte dans une rencontre où il est aligné comme titulaire. Le Cameroun s'impose sur le score de 2-1 et remporte ainsi sa première CAN depuis 2002. Bassogog est désigné meilleur joueur de la compétition par la CAF. Relativement peu connu au début du tournoi, il est considéré comme la grande révélation de la CAN 2017.
Le 10 novembre 2022, il est sélectionné par Rigobert Song pour participer à la Coupe du monde 2022.

## Palmarès

### En sélection
- Équipe du Cameroun
  - Vainqueur de la Coupe d'Afrique des nations en 2017

### Distinction personnelle
- Élu joueur meilleur joueur de la CAN 2017

## Statistiques
Le tableau ci-dessous récapitule les statistiques de Christian Bassogog lors de sa carrière :

| Saison                | Club                   | Championnat           | Championnat | Championnat | Coupe(s) nationale(s) | Coupe(s) nationale(s) | Cameroun | Cameroun | Total | Total |
| Saison                | Club                   | Division              | M.          | B.          | M.                    | B.                    | M.       | B.       | M.    | B.    |
| 2015                  | Wilmington Hammerheads | United Soccer League  | 15          | 0           | 1                     | 0                     | -        | -        | 16    | 0     |
| 2015-2016             | AaB Aalborg            | Superliga             | 9           | 0           | 2                     | 0                     | -        | -        | 11    | 0     |
| 2016-2017             | AaB Aalborg            | Superliga             | 21          | 4           | 0                     | 0                     | 7        | 1        | 28    | 5     |
| Sous-total            | Sous-total             | Sous-total            | 30          | 4           | 2                     | 0                     | 7        | 1        | 39    | 5     |
| 2017                  | Henan Jianye           | Super League          | 24          | 10          | 0                     | 0                     | 10       | 0        | 34    | 10    |
| 2018                  | Henan Jianye           | Super League          | 27          | 6           | 0                     | 0                     | 3        | 2        | 30    | 8     |
| 2019                  | Henan Jianye           | Super League          | 25          | 8           | 0                     | 0                     | 9        | 1        | 34    | 9     |
| 2020                  | Henan Jianye           | Super League          | 8           | 2           | 1                     | 0                     | 2        | 0        | 11    | 2     |
| Sous-total            | Sous-total             | Sous-total            | 84          | 26          | 1                     | 0                     | 24       | 3        | 109   | 29    |
| 2021                  | Shanghai Shenhua       | Super League          | 14          | 4           | -                     | -                     | 10       | 2        | 24    | 6     |
| 2022                  | Shanghai Shenhua       | Super League          | 22          | 5           | -                     | -                     | 2        | 0        | 24    | 5     |
| 2023                  | Shanghai Shenhua       | Super League          | 18          | 3           | 2                     | 0                     | 1        | 0        | 21    | 3     |
| Sous-total            | Sous-total             | Sous-total            | 54          | 11          | 2                     | 0                     | 13       | 2        | 69    | 13    |
| 2023-2024             | MKE Ankaragücü         | Süper Lig             | 13          | 2           | 3                     | 0                     | 1        | 0        | 17    | 2     |
| 2024-2025             | MKE Ankaragücü         | Trendyol Lig          | 3           | 0           | 0                     | 0                     | 2        | 0        | 5     | 0     |
| Sous-total            | Sous-total             | Sous-total            | 16          | 2           | 3                     | 0                     | 3        | 0        | 22    | 2     |
| 2024-2025             | Al-Okhdood             | Saudi Pro League      | 23          | 5           | 0                     | 0                     | 6        | 1        | 29    | 6     |
| Total sur la carrière | Total sur la carrière  | Total sur la carrière | 207         | 44          | 6                     | 0                     | 53       | 7        | 266   | 51    |